# جون ماكدويل
جون هنري ماكدويل (بالإنجليزية: John McDowell)‏، (وُلد في 7 مارس من عام 1942)، هو فيلسوف جنوب أفريقي. كان زميلًا في كلية أوكسفورد الجامعية، ويعمل الآن بصفته أستاذًا جامعيًا في جامعة بيتسبرغ. تُعتبر أعمال ماكدويل في فلسفة العقل وفلسفة اللغة أكثر أعماله تأثيرًا، وذلك على الرغم من توسّعه في العديد من المجالات مثل الميتافيزيقا والأبستمولوجيا والفلسفة القديمة والأخلاق الفوقية. حصل ماكدويل واثنان آخران على جائزة الإنجاز المتميز التابعة لمؤسسة أندرو دبليو. ميلون لعام 2010، وهو الآن زميل في كل من الأكاديمية الأمريكية للفنون والعلوم والأكاديمية البريطانية.
نظر ماكدويل إلى الفلسفة باعتبارها «علاجية» طيلة مسيرته المهنية، وبالتالي اعتقد أنها «تترك كل شيء على حاله» (لودفيغ فيتغنشتاين، تحقيقات فلسفية)، الأمر الذي يعتبره شكلًا من أشكال السكونية الفلسفية (على الرغم من أنه لا يعتبر نفسه «سكونيًا»). يعتقد أتباع السكونية الفلسفية أنه الفلسفة غير قادرة على تقديم أي تعليق تفسيري حول كيفية ارتباط الفكر والكلام بالعالم مثلًا، إلا أنها قادرة على إرجاع الفيلسوف المرتبك إلى حالة من السكينة الفكرية من خلال إعادة وصف الحالات الفلسفية الإشكالية. واكب ماكدويل أعمال بعض المعاصرين البارزين في محاولة منه للدفاع عن المنظور السكوني، إذ حاول حل ما يعتبره خطًا فلسفيًا بأسلوب علاجي تزامنًا مع وضعه لبعض الأطروحات المبتكرة والمتميزة حول اللغة والعقل والقيمة. حاول ماكدويل في كل حالة من تلك الحالات مقاومة تأثير ما يعتبره شكلًا مضللًا ومختزلًا من أشكال الطبيعانية الفلسفية، التي هيمنت على أعمال معاصريه لا سيما في أمريكا الشمالية.

## أعماله الفلسفية

### أعماله الأولى
تمحورت أولى أعمال ماكدويل المنشورة حول الفلسفة القديمة، أبرزها ترجمةً وتعليقًا على حوار أفلاطون الثئيتتس. انخرط ماكدويل في مشروع ديفيدسني (دونالد ديفيدسن) في سبعينيات القرن الماضي، وذلك بغية وضع نظرية دلالية حول اللغة الطبيعية. شارك ماكدويل خلال تلك الفترة (بالتعاون مع غاريث إيفانز) في تحرير بعض المقالات تحت عنوان الحقيقة والمعنى. حرر ماكدويل كتاب إيفانز المؤثر أصناف المراجع (1982) ونشره بعد وفاته.
انخرط ماكدويل في أعماله الأولى في تطوير البرنامج الديفيدسني الدلالي إلى حد كبير، بالإضافة إلى مشاركته في النزاع الداخلي بين أولئك الذين اعتقدوا أنه يمكن لجوهر النظرية الاضطلاع بدور نظرية المعنى ليستطيع بذلك استيعاب شروط الحقيقة من جهة، وأولئك (كمايكل دوميت مثلًا) الذين اعتقدوا أنه يتحتم على الفهم اللغوي -في جوهره- أن ينطوي على استيعاب شروط التأكيد من جهة أخرى. زعم دوميت أنه لو كان جوهر النظرية الذي سيؤدي دورًا في نظرية المعنى قادرًا على تمثيل فهم المتكلم كما يُزعم، عندها ينبغي أن يكون هذا الفهم أمرًا يمكن للمتكلم إظهار استيعابه من خلاله. اعترض ماكدويل على وجهة نظر دوميت هذه التي طوّرها لاحقًا معاصرون مثل كريسبين رايت. قال ماكدويل إن ادعاء دوميت لم يحافظ على شرط فيتغنشتاين المتعلق بنظرية المعنى على عكس ما زعم دوميت، وأضاف أن ادعاءه مستند إلى لاتناظر مشبوه بين الأدلة المتعلقة بتعابير العقل في كلام الآخرين والأفكار التي يُعبر عنها على هذا النحو. يعكس هذا الخلاف بعينه التزام ماكدويل الكبير بالفكرة القائلة إننا نفهم الآخرين من خلال ممارساتنا «الداخلية»: نُظر إلى كل من رايت ودوميت على أنهما قد تماديا في مزاعمهما حول التفسير، واعتُبرت مواصلتهما لمشروع ويلارد فان أورمان كواين حول فهم السلوك اللغوي ذات منظور «خارجي».
شكّل ماكدويل بعضًا من مواقفه الفكرية المميزة في فترة مبكرة من مسيرته، بفضل هذه الحوارات والجدالات الموازية حول الفهم الصحيح لملاحظات فيتغنشتاين بشأن اتباع القواعد. ومن الأمثلة على ذلك -بحسب تعبير فيتغنشتاين- الدفاع عن الواقعية بعيدًا عن التجريبية، والتركيز على الحدود البشرية المتعلقة بتطلعنا إلى الموضوعية، والفكرة المتمثلة بأنه يمكن لكل من المعنى والعقل التجلي في السلوكيات بشكل مباشر لا سيما في السلوكيات اللغوية للأشخاص الآخرين، بالإضافة إلى وضعه لنظرية انفصالية حول التجربة الإدراكية.

## وصلات خارجية
- جون ماكدويل على موقع الموسوعة البريطانية (الإنجليزية)
- جون ماكدويل على موقع إن إن دي بي (الإنجليزية)